# L'Esprit d'Éloi
L'Esprit d'Éloi est le 25e album de la série et une aventure complète d'Achille Talon. Le titre est un jeu de mots qui se réfère au plus célèbre ouvrage de Montesquieu, De l'esprit des lois.

## Résumé
Pour une fois, c'est Achille Talon qui se porte volontairement au secours de son meilleur voisin, ami ou ennemi selon les circonstances, Hilarion Lefuneste. 
En effet, celui-ci a un oncle agriculteur (l'oncle Béotien) qui subit la menace d'un terrifiant fantôme appelé « Éloi Courtetête ». Son voisin, Trifide Bident, aidé par Rheingaard Van Daag, un cinéaste approximatif, veut lui racheter son terrain...
Cet album voit notamment Achille faire la rencontre de Pétard, un canard goguenard qui ne se départ presque jamais de son béret et qui le suivra ensuite dans ses autres aventures.